# Вириат
Вириат (Вириаф; лат. Viriathus, порт. Viriato, исп. Viriato; ? — 139 год до н. э.) — предводитель племени лузитанов в Лузитанской войне против римлян.

## Биография
О жизни Вириата мало что известно. Диодор Сицилийский писал в «Исторической библиотеке», что Вириат происходил из племени лузитанов, изначально населявших побережье океана, но ко времени римского вторжения распространивших свое влияние, помимо юга Португалии, на территории Астурии, Галисии и Эстремадуры. В молодости он был пастухом.
В 151 году до н. э. римский претор Сервий Сульпиций Гальба был разбит у города Конисторгиса (располагался между Алгарве и Алентежу) и начал мирные переговоры, во время которых вероломно перерезал до 8000 лузитан. Вириат избежал смерти и удалился в горы, где начал партизанскую войну.
В 148 году до н. э. он возглавил восстание лузитанов против римлян. Для усмирения восставших Рим направил два легиона под командованием претора Гая Ветилия. Однако лузитаны избегали открытого столкновения с римскими войсками, предпочитая партизанскую тактику.
Рим требовал от Ветилия быстрой победы и претор понимал, что времени на окончательный разгром лузитанов у него остаётся все меньше. Поэтому когда разведчики донесли, что Вириат собирает людей у Триболы, Ветилий пошёл «ва-банк», стремясь одним ударом покончить с восстанием. Выстроив оба легиона, он двинулся походным строем в горы на генеральное сражение. Построенная длинной цепью, римская армия стала лёгкой мишенью для нападения. Вириат дождался, когда легион будет проходить расщелину в горах, и дал сигнал к атаке. Внезапное нападение не дало римлянам времени перестроиться, а пропасть — шанса отступить. Разгром был полным, Гай Ветилий пал в бою.
Победа над претором Гаем Ветилием в 147 году до н. э. обеспечила Вириату большое влияние среди восставших. Диодор Сицилийский после упоминания о восшествии на трон Птолемея VIII описывал роскошную свадьбу Вириата, что позволяет допустить, что она состоялась в 145 году до н. э. или несколько позднее.
Вириат нанёс римлянам ещё ряд поражений (146 и 145 годы до н. э.), был остановлен на время Фабием Эмилианом в 144 году до н. э., но в 141 году до н. э. добился признания Римом независимости лузитанов под его властью.
В 139 году до н. э. консуляр Квинт Сервилий Цепион и действующий консул Марк Попиллий нарушили мирный договор, нанесли поражение Вириату, а затем подкупили приближённых к нему лиц, которые умертвили своего вождя. Убийство Вириата сломило сопротивление лузитанов и позволило Дециму Юнию Бруту продвинуться на север, пересечь Дору и подчинить Галисию.
По преданию, когда убийцы Вириата, Авдак, Диталкон и Минур, явились за своей наградой, Сервилий Цепион ответил фразой, которая стала крылатой: «Рим предателям не платит» (лат. Roma traditoribus non premia).
Историк XIX века Теодор Моммзен писал о Вириате:
Это был человек низкого происхождения; в юности он храбро защищал свои стада от диких зверей и разбойников, а теперь, в более тяжелых боях, он стал грозным вождем партизан… Вириат, признанный теперь повелителем и царем всех лузитанскнх племен, умел при всем этом сохранить простой облик бывшего пастуха. Он не носил никаких внешних знаков своего сана, по которым можно было бы отличить его от простого солдата. Когда тесть его Астольпа, царек в римской Испании, устроил роскошный свадебный пир, Вириат не притронулся к золотой посуде и к прекрасному угощению и, посадив невесту на коня, ускакал с нею в свои горы. Из добычи он никогда не брал себе больше того, что уделял каждому из своих соратников. Только по высокому росту и меткой остроумной речи солдаты узнавали своего полководца. А больше всего его отличали необычайно умеренный образ жизни и энергия. Он всегда спал в полном вооружении, в битве сражался впереди всех. Казалось, что в эту глубоко прозаическую эпоху возродился один из героев Гомера. Далеко по всей Испании разнеслась слава Вириата; отважный испанский народ уже видел в нем героя, которому суждено разбить, наконец, оковы чужеземного владычества.

## В кино
- «Римская Испания, легенда» / Hispania, la leyenda (телесериал) — режиссёры Альберто Родригес, Карлос Седес (Испания, 2010—2012), в роли Вириата — Роберто Энрикес
- «Вириату» / Viriato — режиссёр Луиш Албукерке (Португалия, 2019), в роли Вириата — Алишандре Оливейра